# Agostino Pinelli Ardimenti
Agostino Pinelli Ardimenti a été le 59e doge de Gênes du 4 janvier 1555 au 4 janvier 1557.